# Renovación Nacional
Die Renovación Nacional (deutsch: „Nationale Erneuerung“), abgekürzt RN, ist eine politische Partei in Chile. Sie ist neben der Unión Demócrata Independiente (UDI) die moderatere der beiden rechtsgerichteten Parteien Chiles, die sich nach der Diktatur etablieren konnten. Am weitesten rechts stehen inzwischen die 2019 aus der UDI hervorgegangenen neo-pinochetistischen Republicanos.
Die Renovación Nacional wurde am 29. April 1987 als Sammelpartei des rechten Spektrums gegründet, aus der sich die UDI unter ihrem Führer Jaime Guzmán aber nach kurzer Zeit wieder löste. Ihre Parteilinie wird dem konservativen Wirtschaftsliberalismus zugeordnet. 2009 bildete sie mit der UDI das Rechtsparteienbündnis Alianza por Chile und ist maßgebend an dem aktuellen konservativen Regierungsbündnis Chile Vamos beteiligt. Mit Sebastián Piñera stellt sie den ersten konservativen Staatspräsidenten von Chile seit dem Ende der Militärdiktatur unter Augusto Pinochet, den die Partei (anders als Piñera selbst, der erst 1993 zu ihr stieß) im Jahr 1988 bei der gescheiterten Volksabstimmung zur Ermöglichung einer achtjährigen Weiterregierung des Diktators als eine der unterlegenen „Ja-Parteien“ unterstützt hat.
Seit ihrer Spaltung 1988 konkurriert die Renovación Nacional in spannungsreichen Auseinandersetzungen mit ihrer stärker im kirchlichen Bereich verwurzelten, ideologisch geschlosseneren und populistischer auftretenden Schwesterpartei UDI um das konservative Wählerspektrum der chilenischen Oberschicht. Ursprünglich der stärkere der beiden Partner, wurde sie etwa im Jahr 2000 von der UDI überholt, die seitdem bis 2017 ununterbrochen stärkste Einzelpartei Chiles wurde. Erst bei der Parlamentswahl in Chile 2017 gelang es der RN erneut, den konkurrierenden Bündnispartner zu überflügeln. Anders als der UDI mit ihrer klareren Botschaft gelingt es der marktliberalen RN bislang kaum, auch Wähler aus den Unterschichten zu mobilisieren.
In Deutschland kooperiert die RN mit der CSU-nahen Hanns-Seidel-Stiftung.

## Geschichte
Renovación Nacional wurde am 29. April 1987 gegründet, als drei rechte Organisationen – die National Union Movement (Movimiento de Unión Nacional, MUN), die Nationale Arbeitsfront (Frente Nacional del Trabajo, FNT) und der Unabhängigen Demokratische Union (Unión Demócrata Independiente, UDI) – zusammen in Vorbereitung auf die Volksabstimmung 1988, die die Kontinuität oder nicht der Herrschaft von Augusto Pinochet bestimmen würde, die seit dem Putsch von 1973 an der Macht gewesen war. Die UDI brach bald ab wegen seiner starken Unterstützung für die Volksabstimmung und einer Pinochet-Kandidatur als separate Partei zu führen, während die verbleibende National Renewal Partei ihre Präferenz für eine offene Wahl oder einen anderen Kandidaten als Pinochet äußerte. Als Pinochet jedoch zum Kandidaten ernannt wurde, unterstützte ihn die überwältigende Mehrheit der Renovación Nacional.
Die Partei wurde am 29. April mit 351 Gründungsmitgliedern gegründet. Auf diese Weise war die Renovación Nacional die erste politische Partei, die sich in Chile nach Aufhebung des Verbots politischer Parteien, die nach dem Putsch entstanden waren, formierte; Im Dezember desselben Jahres hatten sich 61.167 Mitglieder, angeführt von Andrés Allamand, angeschlossen. Die von der Partei proklamierte Grundidee bestand darin, während der Rückkehr der Demokratie ein Umfeld der Ruhe zu schaffen. Die Partei unterstützte den UDI-Kandidaten Joaquín Lavín als einzigen Bündniskandidaten bei den Präsidentschaftswahlen 1999/2000, der in der ersten Runde 47,5 % der Stimmen erhielt, später aber in der zweiten Runde von Ricardo Lagos besiegt wurde.
Anfang 2005 unterstützte die Partei zunächst Lavín, um bei den Präsidentschaftswahlen dieses Jahres erneut als einziger Kandidat der Allianz zu kandidieren. Angesichts der sinkenden Meinungsumfragen von Lavín gab Sebastián Piñera jedoch seine Kandidatur als National Renewal-Kandidat bekannt, um sicherzustellen, dass das Bündnis zwei Kandidaten für die Wahl hat. In der ersten Runde am 11. Dezember erhielt Piñera 25,4 % der Stimmen, was ausreichte, um ihn am 15. Januar 2006 mit Michelle Bachelet zur Stichwahl zu schicken. Mit 46,5 % der Stimmen wurde Piñera von Bachelet besiegt.
Bei den Parlamentswahlen, ebenfalls am 11. Dezember 2005, gewann die Partei im Rahmen der Allianz für Chile 20 von 120 Sitzen im Abgeordnetenhaus und hält derzeit 7 von 38 Sitzen im Senat.
Bei den Parlamentswahlen, ebenfalls am 13. Dezember 2009, gewinnt die Partei im Rahmen der Koalition für den Wandel 18 von 120 Sitzen in der chilenischen Abgeordnetenkammer und hat derzeit 8 von 38 Sitzen im chilenischen Senat.
Bei den Präsidentschaftswahlen 2010 wurde Sebastián Piñera zum Präsidenten von Chile gewählt.
Im Jahr 2013 war Andrés Allamand Präsidentschaftskandidat für die Vorwahlen, die Renovación Nacional Partei unterstützte die Präsidentschaftskandidatur von Evelyn Matthei für die Präsidentschaftswahl, die in der zweiten Runde mit den 37 % der Stimmen verloren.
Im Januar 2014 traten drei Abgeordnete (Karla Rubilar, Pedro Browne und Joaquín Godoy) und eine Senatorin (Lily Pérez) [10] der Mitgliedschaft in der Partei bei und starteten eine politische Bewegung namens "Amplitude" (Amplitud), die zielte eine neue politische Partei innerhalb der Allianz zu sein. Bei den internen Wahlen 2014 der Partei wurde der Abgeordnete Cristián Monckeberg zum Parteipräsidenten gewählt. Am 2. August 2014 präsentiert National Renewal sein neues Logo mit einem blauen und roten Sternfarbverlauf. Im August 2014 verließ der Abgeordnete Gaspar Rivas die Partei.
Am 22. November 2014 verfasste Renovación Nacional auf einem Doctrinal Council in Pucón eine neue Grundsatzerklärung, in der die Bezugnahmen auf den Staatsstreich vom 11. September 1973 gestrichen wurden.
Am 4. Oktober 2015 bildete Renovación Nacional mit der Unabhängigen Demokratischen Union (UDI), der Politischen Evolution (Evópoli) und der Unabhängigen Regionalistischen Partei (PRI) die neue Mitte-rechts-Koalition Chile Vamos.
Im Juli 2016 verließ der Senator für Renovación Nacional, Manuel José Ossandón, die Partei, um seine Präsidentschaftskandidatur im Jahr 2017 zu formulieren. Die Renovación Nacional unterstützte im Jahr 2017 die Präsidentschaftskandidatur von Sebastián Piñera innerhalb der UDI und PRI bei den Vorwahlen der Mitte-rechts-Koalition Chile Vamos.
Bei den Parlamentswahlen 2017 erhielt Renovación Nacional 36 Sitze im Abgeordnetenhaus mit 17,80 % der Stimmen und 8 Sitze im Senat mit 20,98 % der Stimmen, womit sie zur meistgewählten Partei bei diesen Wahlen und zur Verdrängung ihres Koalitionspartners wurde, die Unabhängige Demokratische Union.
Am 11. März 2018 wird die Renovación Nacional für die zweite Regierung von Sebastián Piñera 5 Minister, 8 Unterstaatssekretäre, 5 regionale Beauftragte und 24 Provinzgouverneure haben.
Im Gefolge der Proteste in Chile 2019/2020 spaltete sich die Partei in zwei Lager, von denen die von der Parteiführung unter dem ehemaligen Verteidigungsminister Mario Desbordes unterstützte Gruppe in der Volksabstimmung vom Oktober 2020 für die Option einer neuen Verfassung geworben hatte, während eine Minderheitsliste unter Francisco Chahuán den chilenischen Verfassungsprozess ablehnte und die von Augusto Pinochet erlassene Verfassung Chiles von 1980 behalten wollte. Während sich Desbordes und seine Anhänger zunächst innerparteilich durchzusetzen schienen und bereits eine Kandidatur des Parteiführers für die Präsidentschaftswahl 2021 im Raum stand, plädierte die Parteibasis im Juni 2021 in einer knappen Abstimmung für die Gegner des Verfassungsprozesses und wählte Chahuán zum Parteivorsitzenden.

## Ergebnisse der RN bei Parlamentswahlen
| Jahr/Wahl | Abgeordnetenkammer | Abgeordnetenkammer | Abgeordnetenkammer | Senat   | Senat | Senat   |
| Jahr/Wahl | Stimmen            | %                  | Mandate            | Stimmen | %     | Mandate |
| --------- | ------------------ | ------------------ | ------------------ | ------- | ----- | ------- |
| 1989      | 1.242.432          | 18,3               | 29 / 120           | 731.678 | 10,8  | 5 / 38  |
| 1993      | 1.098.852          | 16,3               | 29 / 120           | 279.580 | 14,9  | 5 / 18  |
| 1997      | 971.903            | 16,8               | 23 / 120           | 629.394 | 14,8  | 2 / 20  |
| 2001      | 845.865            | 13,8               | 18 / 120           | 342.045 | 19,7  | 4 / 18  |
| 2005      | 932.422            | 14,1               | 19 / 120           | 515.185 | 10,8  | 3 / 20  |
| 2009      | 1.178.392          | 17,8               | 18 / 120           | 382.728 | 20,2  | 6 / 18  |
| 2013      | 928.037            | 14,9               | 19 / 120           | 733.726 | 16,3  | 2 / 20  |
| 2017      | 1.067.962          | 17,8               | 36 / 155           | 349.566 | 21,0  | 6 / 23  |
| 2021      | 693.716            | 11,0               | 25 / 155           | 550.081 | 11,8  | 5 / 27  |